# Melolontha pectoralis
Melolontha pectoralis (Megerle von Mühlfeld, 1812) è un coleottero appartenente alla famiglia degli Scarabeidi (sottofamiglia Melolonthinae).

## Descrizione

### Adulto

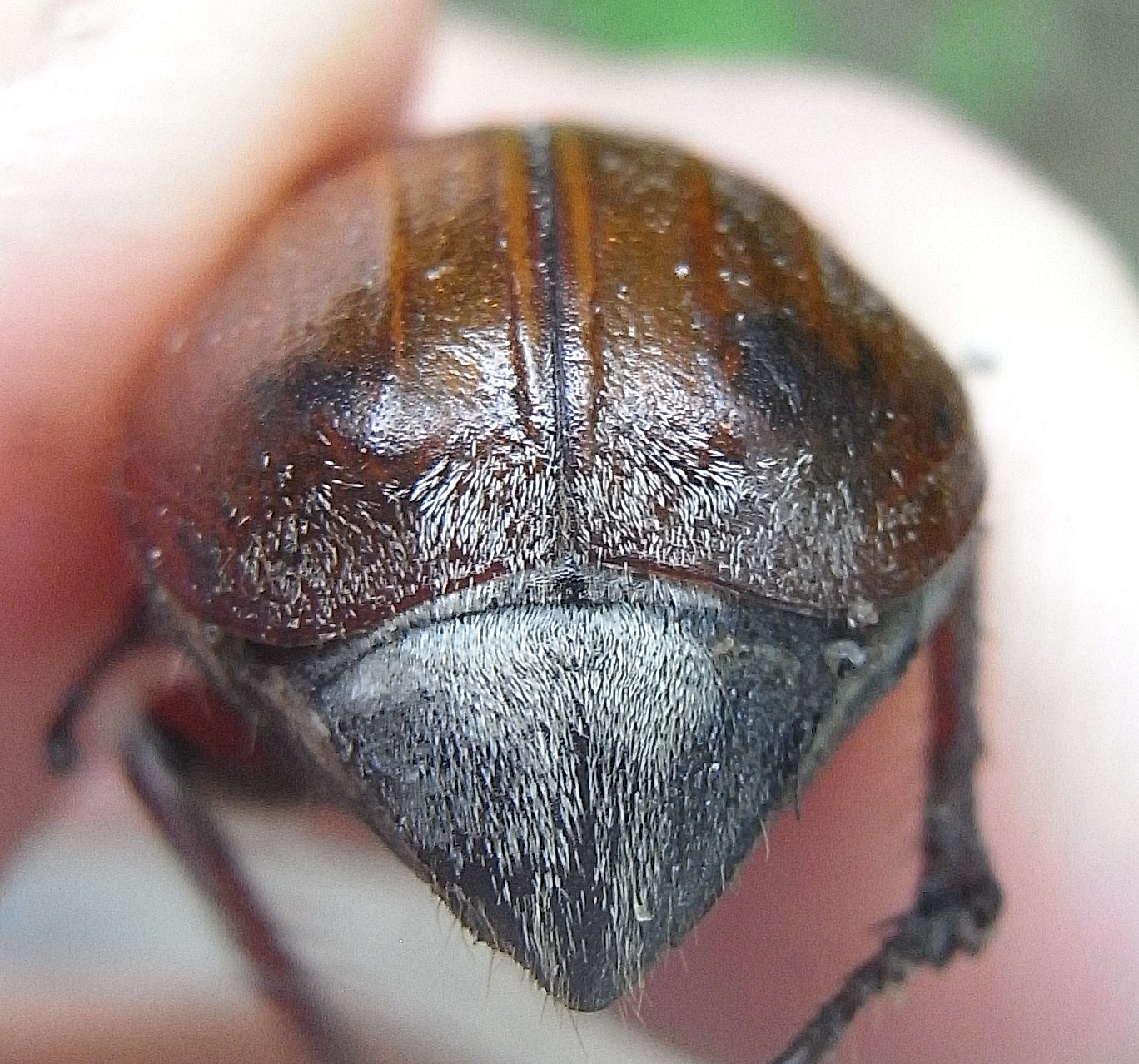
Particolare del pigidio.

Gli adulti presentano un corpo tozzo e robusto. I maschi sono caratterizzati da ventagli sulle antenne che permettono di distinguerli dalle femmine. Il pigidio è quasi totalmente assente rispetto alle altre specie appartenente al genere melolontha tanto che nei maschi è appena abbozzato, mentre nelle femmine è totalmente assente. Questi coleotteri misurano dai 20 ai 28 mm di lunghezza.

### Larva
Le larve hanno l'aspetto di grossi vermi a forma di "C" e presentano tre paia di zampe sclerificate allo stesso modo del capo.

## Biologia
Gli adulti di M. pectoralis sono attivi a primavera e sono di abitudini crepuscolari.  Si possono osservare volare attorno a svariate specie di alberi delle cui foglie si nutrono. Le larve, invece, si sviluppano nel terreno e si nutrono di radici.

## Distribuzione e habitat
M. pectoralis è reperibile in Europa centro-orientale, dalla Francia al Caucaso. È stato trovato anche in Turchia e in medio Oriente.